# Blitzworld Buggies

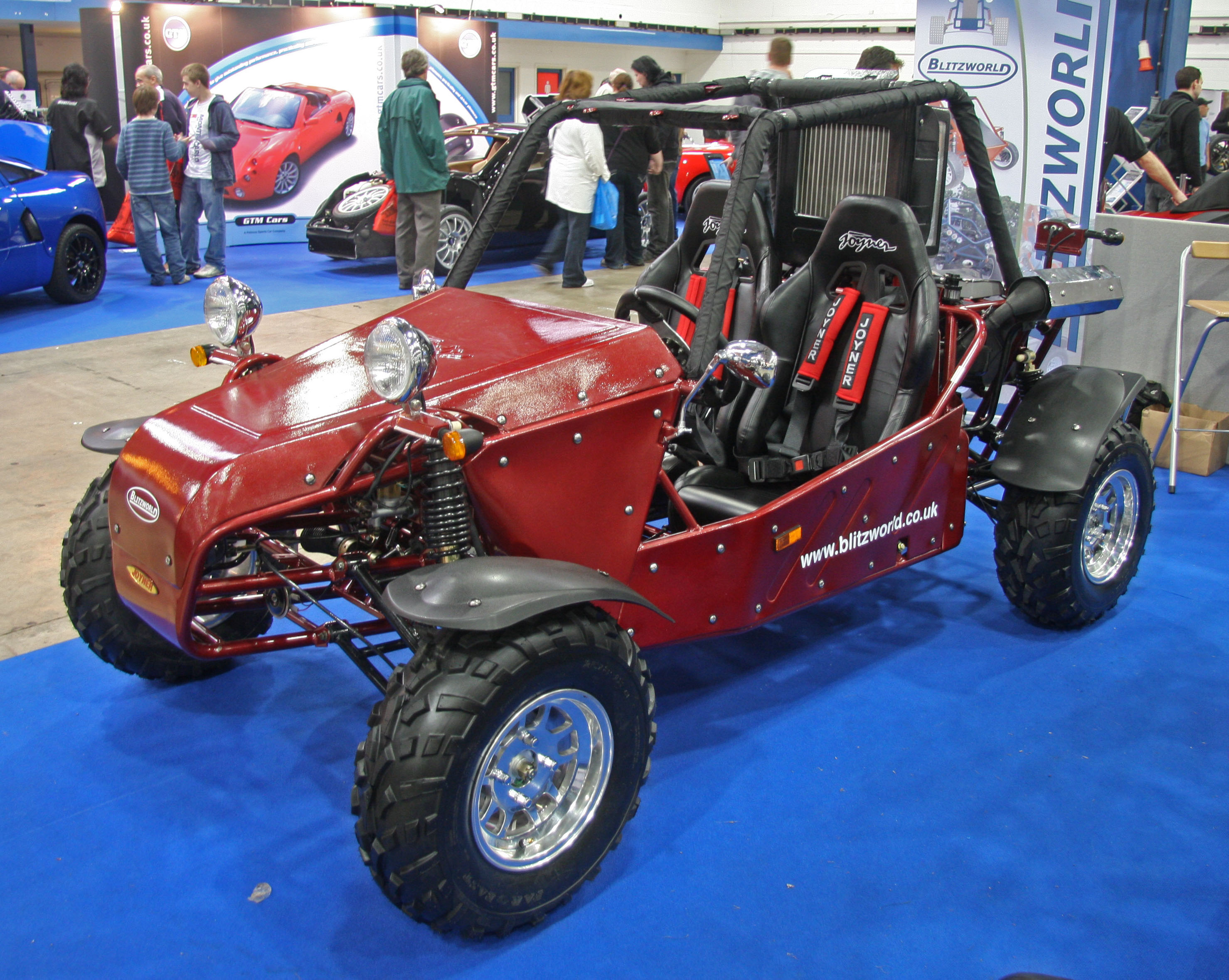
Blitzworld Howie

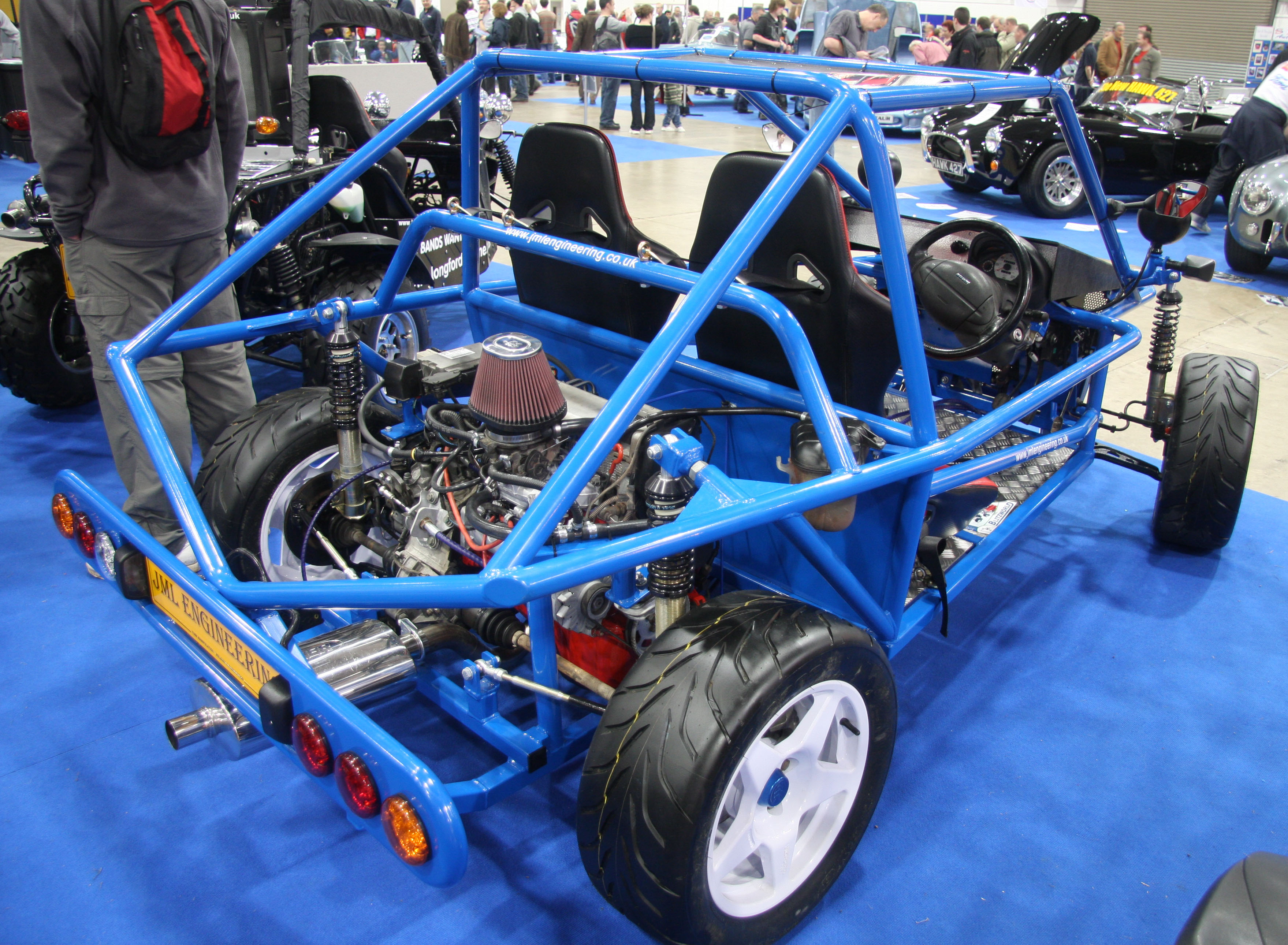
Heckansicht

Blitzworld Buggies Limited, zuvor Blitzworld Limited, ist ein britischer Hersteller von Automobilen.

## Unternehmensgeschichte
Steven Elliott Malpass gründete am 6. Mai 2005 das Unternehmen Blitzworld Limited in Stoke-on-Trent in der Grafschaft Staffordshire. Er begann 2006 mit der Produktion von Automobilen und Kits. Der Markenname lautet Blitzworld. Am 26. März 2015 gründete er Blitzworld Buggies Limited im gleichen Ort. Insgesamt entstanden bisher über 250 Fahrzeuge.

## Fahrzeuge
Das Unternehmen stellt geländegängige Freizeitfahrzeuge her. Der Haupteinsatzzweck liegt abseits befestigter Straßen. Einige Fahrzeuge erhalten eine Straßenzulassung.
Als erstes Modell erschien 2006 der Howie. Er hat einen Motor mit 650 cm³ Hubraum. Er fand bisher etwa 200 Käufer.
Im gleichen Jahr erschien der KR 3. Neben Motoren von Ford und Rover steht auch ein Vierzylindermotor von Fiat mit 900 cm³ Hubraum zur Verfügung. Von diesem Modell entstanden bisher etwa 100 Fahrzeuge.
Der 2007 erschienene Rally Kart fand bisher etwa 50 Käufer. Ihn treiben verschiedene Motoren von Honda mit wahlweise 390 cm³ oder 620 cm³ Hubraum an.
2010 kam der Joyrider Sport auf den Markt. Er basiert auf dem KR 3, hat aber ein überarbeitetes Fahrgestell und ein rundlicheres Design. Motoren mit 900 cm³ bis 2000 cm³ Hubraum treiben die Fahrzeuge an. Bisher entstanden etwa 25 Exemplare.